# Acidofil
Acidofil betyder att en mikroorganism föredrar eller till och med kräver en sur miljö, en miljö med ett lågt pH (vanligen vid pH 2,0 eller lägre), för att fungera. Acidofiler utgör därför en form av extremofiler. Acidofila mikroorganismer förekommer i olika grenar av livets träd: Archaea, Bacteria och Eukaryota. 

## Mekanismer för anpassning till sura miljöer
De flesta acidofila organismer har utvecklat extremt effektiva mekanismer för att pumpa protoner från det intracellulära utrymmet för att hålla cytoplasman vid eller nära neutralt pH. Därför behöver intracellulära proteiner inte utveckla syrastabilitet genom evolution. Men andra acidofiler, såsom Acetobacter aceti, har en försurad cytoplasma som tvingar nästan alla proteiner i genomet att utveckla syrastabilitet. Av denna anledning har Acetobacter aceti blivit en värdefull resurs för att förstå de mekanismer genom vilka proteiner kan uppnå stabilitet i sura miljöer.
Studier av proteiner anpassade till lågt pH har avslöjat några allmänna mekanismer genom vilka proteiner kan uppnå syrastabilitet. I de flesta syrastabila proteiner (såsom pepsin och soxF proteinet från Sulfolobus acidocaldarius) finns det ett överflöd av sura rester som minimerar destabilisering på grund av lågt pH inducerad genom en uppbyggnad av positiv laddning. Andra mekanismer inkluderar minimering av lösningsmedelstillgång av sura rester eller bindning av metalliska kofaktorer. I ett specialiserat fall av syrastabilitet har NAPase proteinet från Nocardiopsis alba visats ha flyttat syrakänsliga saltbryggor bort från regioner som spelar en viktig roll i den pågående processen. I detta fall av kinetisk syrastabilitet, åstadkoms proteiners långa livslängd inom ett brett område av pH, både sura och basiska.